# Рајли (Канзас)
Рајли (енгл. Riley) град је у америчкој савезној држави Канзас.

## Демографија
По попису из 2010. године број становника је 939, што је 53 (6,0%) становника више него 2000. године.
| Група             | 2000.       | 2010.       |
| Белци             | 834 (94,1%) | 892 (95,0%) |
| Афроамериканци    | 7 (0,8%)    | 6 (0,6%)    |
| Азијати           | 3 (0,3%)    | 0 (0,0%)    |
| Хиспаноамериканци | 15 (1,7%)   | 22 (2,3%)   |
| Укупно            | 886         | 939         |